# Village de pêcheurs
Un village de pêcheurs est une localité (bourg, village…) située à proximité d'une zone de pêche (poissons ou fruits de mer), qui constitue le fondement de son économie.
Les îles et les continents de la planète totalisent une longueur de littoral atteignant 356 000 km. En 2014, le poisson représentait « près de 17 % des apports protéiques mondiaux — pouvant aller jusqu'à 70 % dans certains pays côtiers et insulaires ». Les villages de pêcheurs existent au moins depuis le Néolithique (env. 9000 av. J.-C.) sur les côtes, les rives des lacs et les berges des cours d'eau.

## Caractéristiques

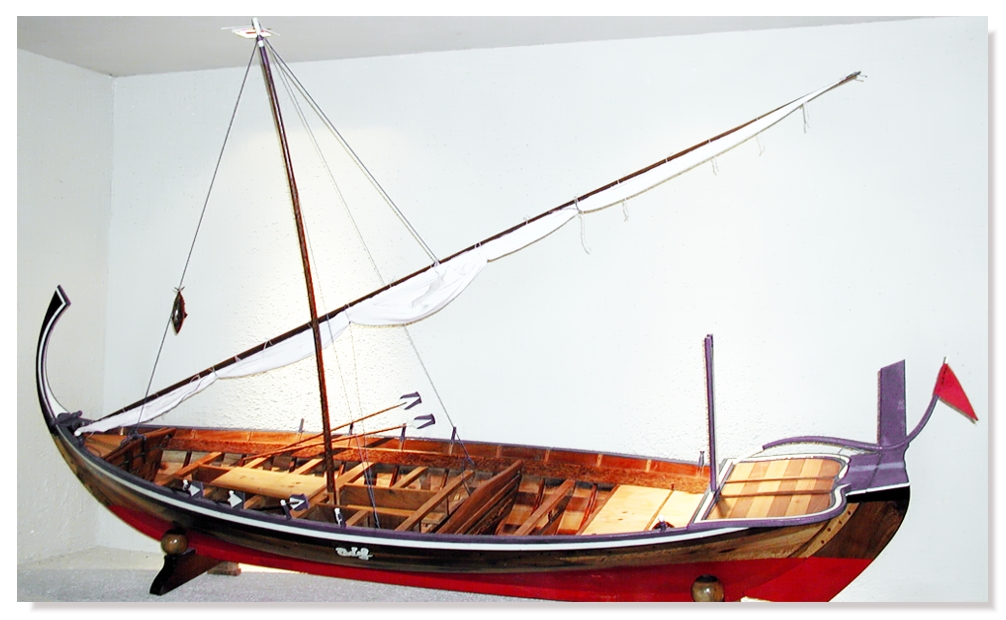
Le dhoni est un bateau traditionnel des Maldives, utilisé jusqu'à nos jours pour la pêche.

Les villages côtiers de pêcheurs sont souvent isolés et situés près d'un port naturel qui fournit un refuge pour une flottille de bateaux de pêche. Le village propose une place sûre pour le débarquement du poisson et la mise en sécurité des embarcations lorsqu'elles ne sont pas utilisées. Les villages de pêcheurs opèrent souvent depuis une plage, en particulier au bord des lacs. Ainsi, autour du lac Malawi, chaque village dispose de sa propre plage. Si un pêcheur d'un autre village débarque du poisson sur une plage, il doit en céder une partie au chef de village.
Les bateaux de pêche villageois sont généralement typiques de la partie de la côte où ils opèrent. Les bateaux de pêche traditionnels évoluent au fil du temps pour répondre aux conditions locales, telles que les matériaux disponibles localement pour leur construction, le type de conditions de mer qu'ils vont rencontrer et les exigences de la pêche locale.
Certains villages sont construits sur l'eau, tels les villages flottants de la baie d'Along, au Vietnam, les maisons sur pilotis de Tai O, construites sur des estrans près de Hong Kong et les kelongs (en) que l'on trouve dans les eaux malaisiennes, philippines et indonésiennes. D'autres sont construits sur des îles flottantes, tels les phumdis (en) du lac Loktak, en Inde et les habitations des Uros du lac Titicaca, à la frontière du Pérou et de la Bolivie.
On trouve dans ces villages les services et activités qu'on peut rencontrer dans tout village, de l'artisanat, des écoles, des centres de soins, etc. En outre, il existe plus spécifiquement des activités en lien direct avec la pêche, marché aux poissons, transformation du poisson, construction et entretien des embarcations, etc. Jusqu'au XIXe siècle, les villages complétaient leurs revenus avec les chantiers de démolition de navires, le pillage d'épaves, parfois associé à des pratiques de naufrageurs ainsi qu'avec la contrebande,.

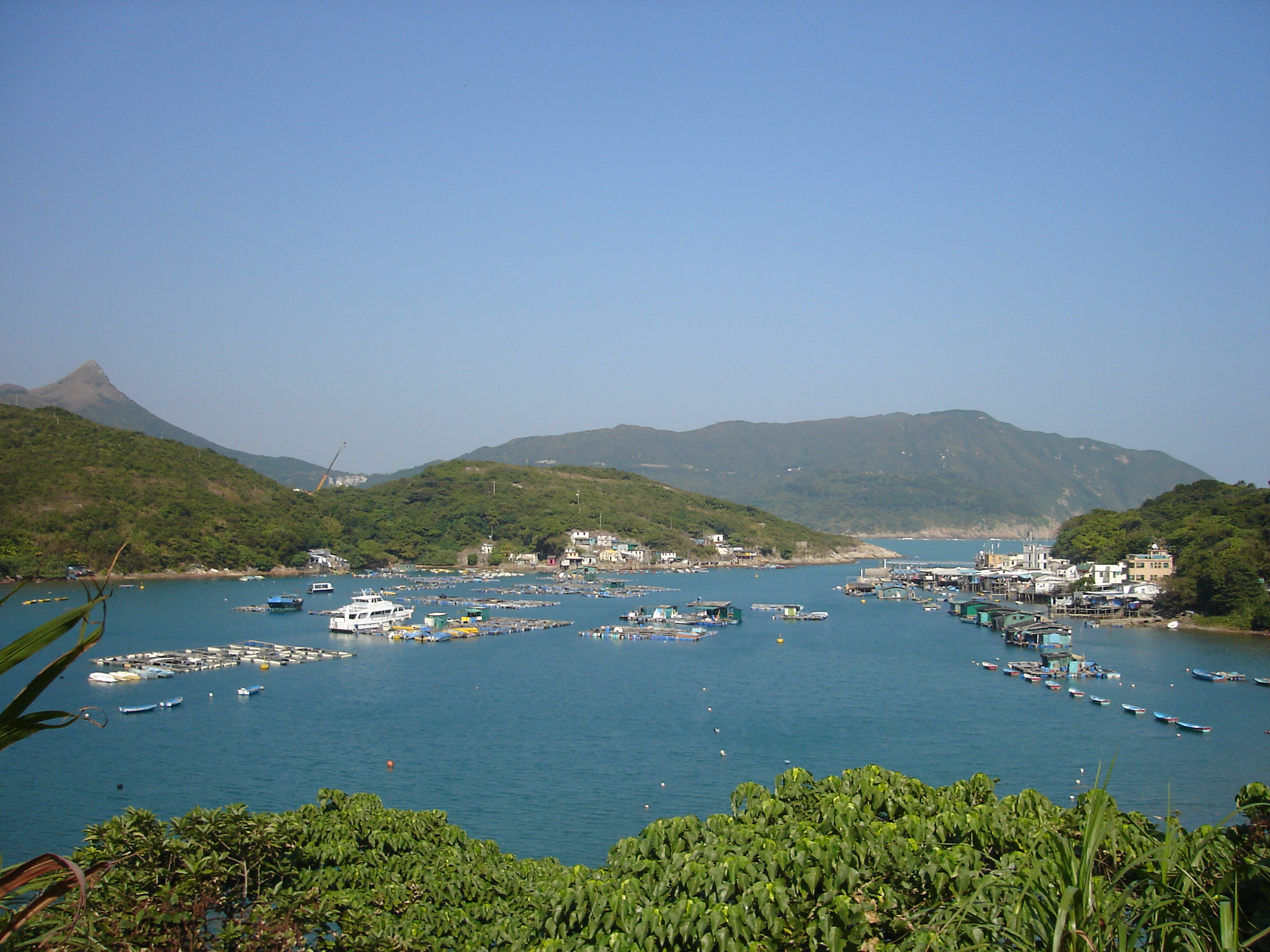
Po Toi O, petit village près de Hong Kong.
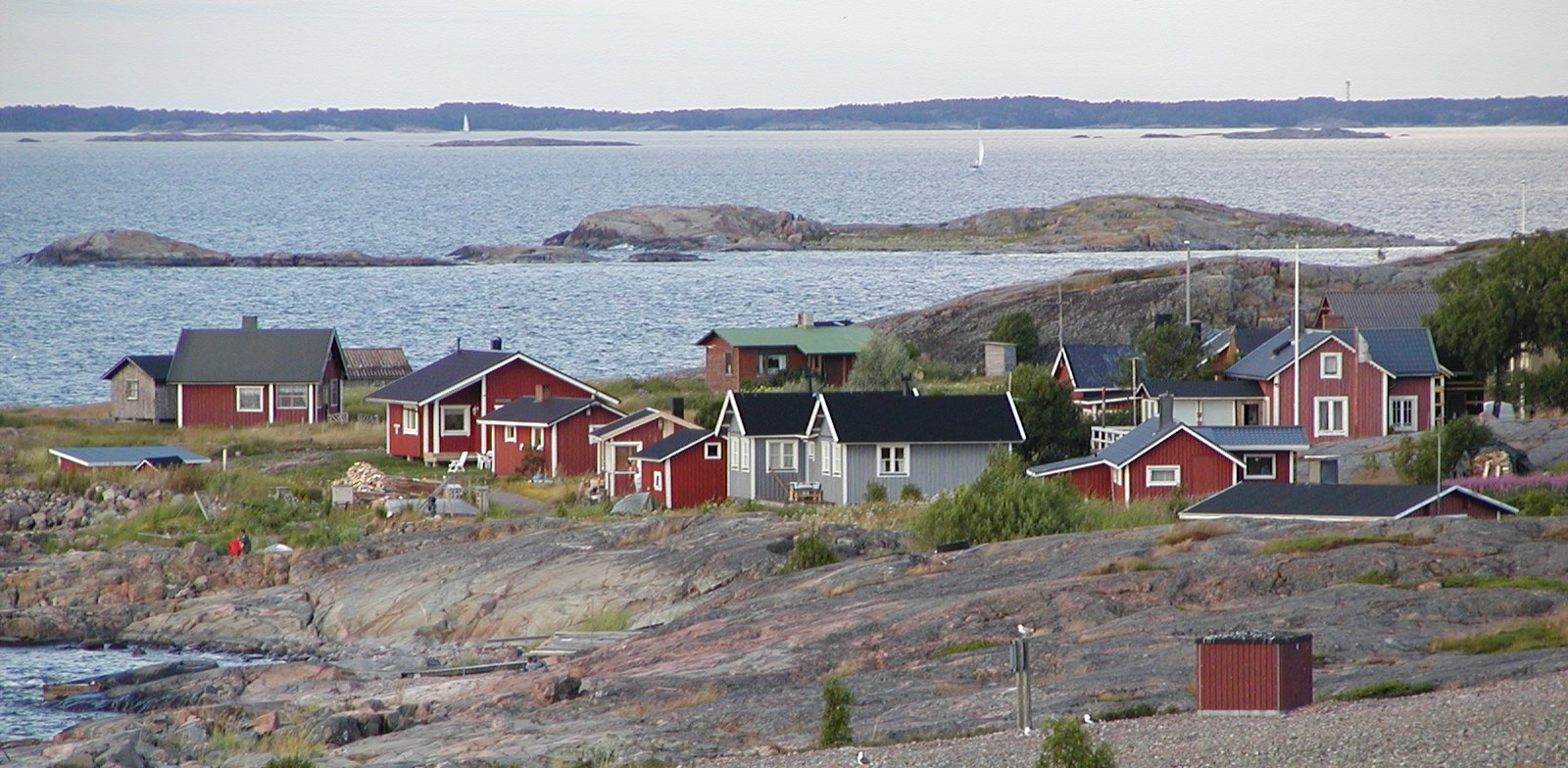
Un village de pêcheurs sur l'île de Jurmo à Korpo, Finlande.
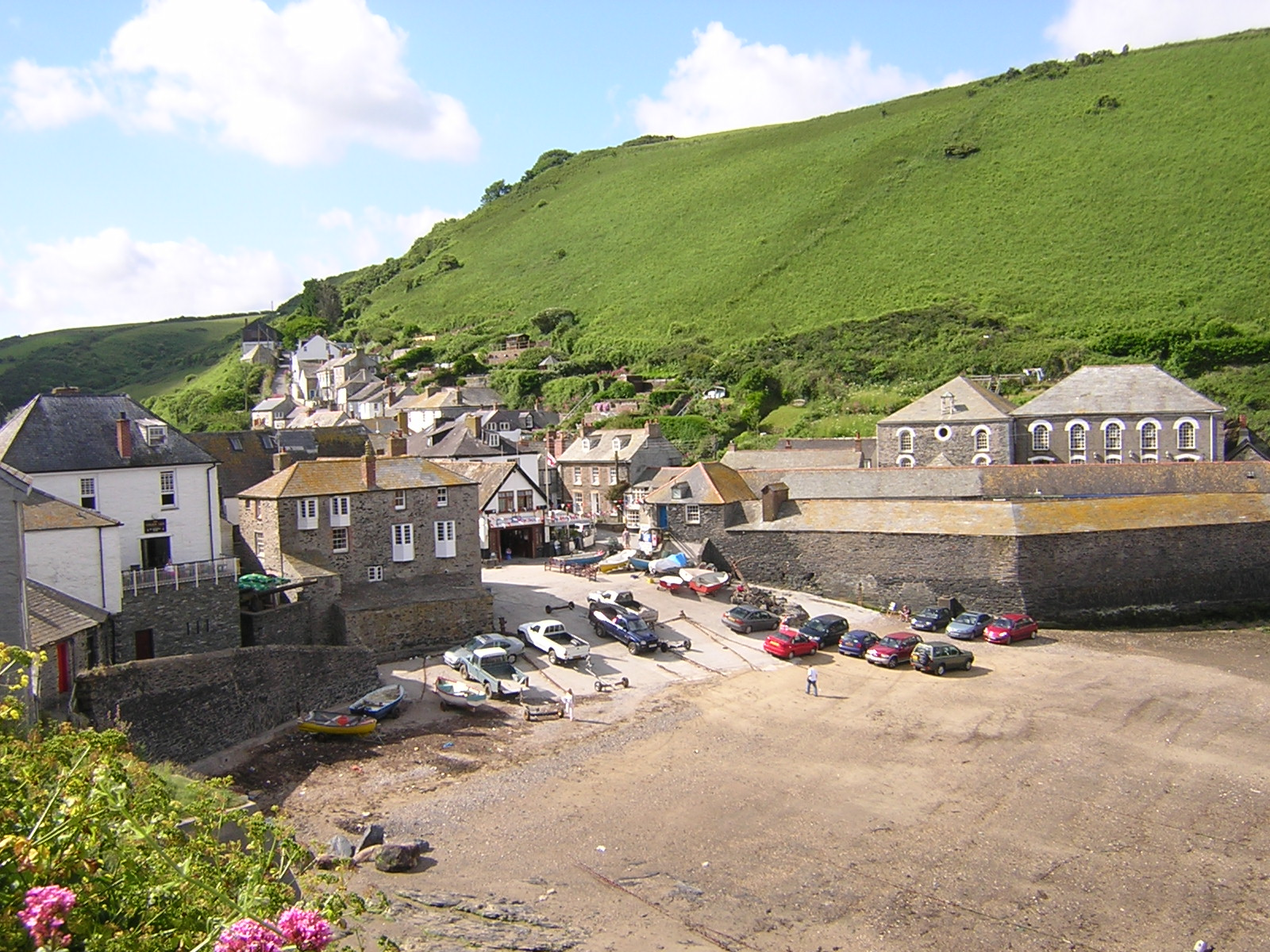
Port Isaac, village historique de la côte nord de la Cornouailles.
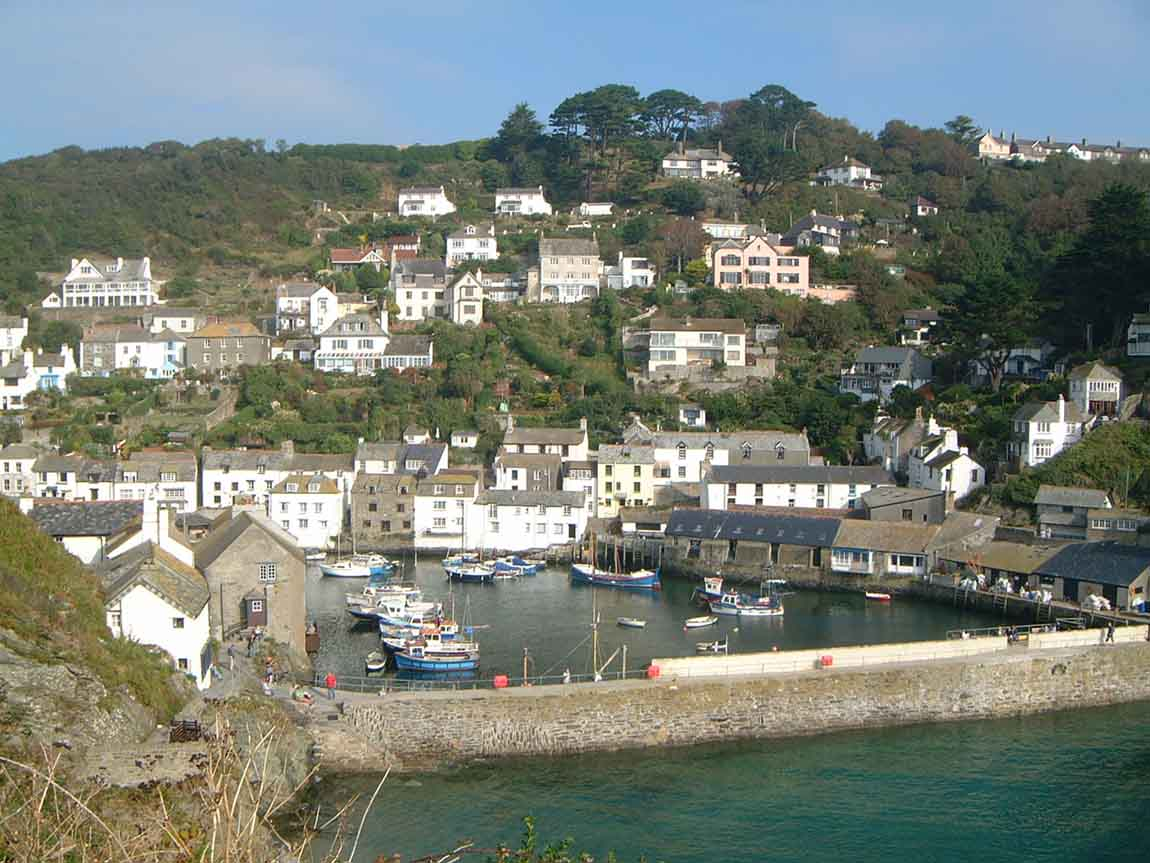
Polperro, sur la côte ouest de la Cornouailles, a été un village de pêche et de contrebande depuis le xiie siècle.
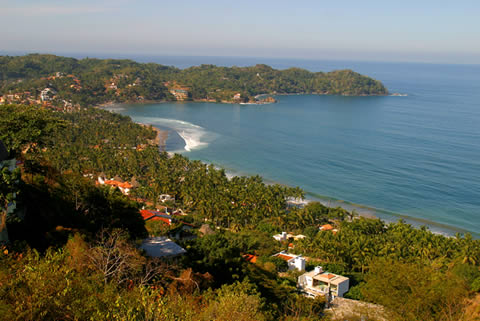
Sayulita sur la côte ouest du Mexique, village de pêcheurs et site touristique.

Dans les pays les moins développés, les villages traditionnels sont parfois presque inchangés par rapport aux temps anciens. Dans les pays plus développés, les villages ont évolué du fait de facteurs socioéconomiques tels que la pêche industrielle et l'urbanisation. Au fil du temps, la plupart des villages dépassent leur fonction originelle de pêche artisanale. Ainsi, sept cents ans auparavant, Shanghai, située près du delta du Yangtsé, était un petit village de pêcheurs. Récemment, ce type de villages est devenu une destination pour le tourisme et le loisirs.
La pêche sportive et le nautisme de loisir sont des secteurs économiques de plus en plus importants et les villages sont souvent bien positionnés pour en tirer avantage. Par exemple, la ville de Destin, en Floride, a évolué depuis un village de pêche artisanale jusqu'à devenir une station balnéaire avec une importante flotte de pêche et de bateaux de loisir. L'attrait touristique est devenu tel que le gouvernement coréen se proposait, en 2001, de construire quarante-huit villages de pêcheurs pour répondre à la demande. En 2004, la Chine affirmait abriter 8 048 villages de pêcheurs.

## Villages anciens

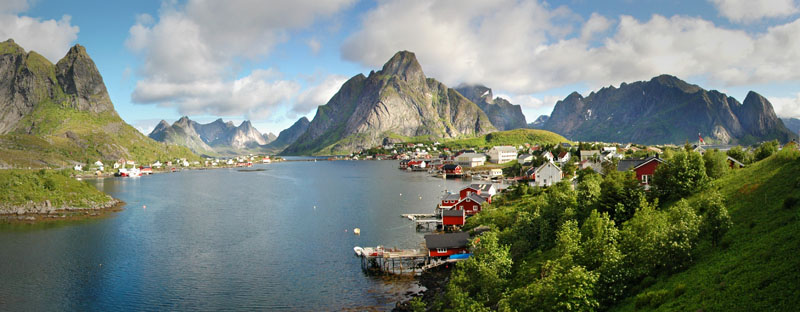
Depuis mille ans, Reine est impliquée dans la pêche au cabillaud en tant que centre d'une communauté de villages de pêche, dans les îles Lofoten, en Norvège.

Skara Brae, sur la côte ouest des Orcades, au large de l'Écosse, est un petit village d'agriculteurs et de pêcheurs datant du Néolithique, présentant dix maisons en pierre, qui fut occupé de 3100 av. J.-C. à 2500 av. J.-C. C'est le village néolithique le mieux conservé découvert en Europe. Le village lycien de Kaleköy, en Turquie, date de 400 av. J.-C. Le hameau de pêcheurs de Clovelly, sur la côte nord du Devon, en Angleterre, est un peuplement saxon ancien, recensé dans le Domesday Book. Le village de Kaunolu (en), à Hawaï, daterait de 1 500 ans. 
On continue à découvrir d'anciens villages de pêcheurs. L'un d'entre eux a été mis au jour dans la province de Khanh Hoa, au Vietnam ; il daterait de 3 500 ans. Les fouilles du village biblique de Bethsaïde, sur les rives du lac de Tibériade, considéré comme le lieu de naissance des apôtres Pierre, Philippe et André, ont montré qu'il avait été établi dix siècles avant Jésus-Christ. Un village tongien, récemment fouillé, apparaît avoir été fondé il y a 2 900 ans. Cela en fait le plus vieux site connu de peuplement en Polynésie. D'autres fouilles récentes ont été menées à Walraversijde, un village médiéval de pêcheurs, situé en Flandre-Occidentale (Belgique).

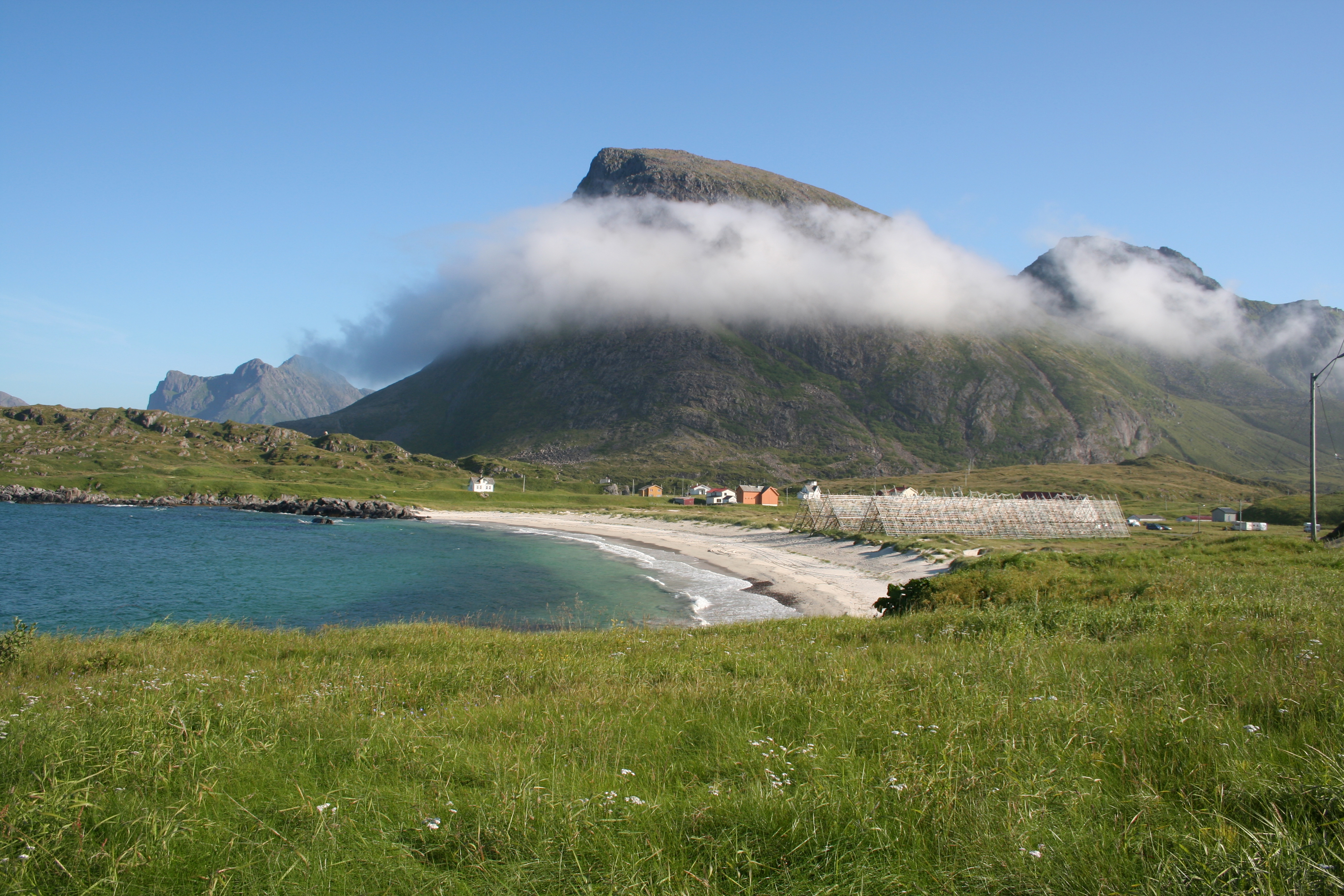
Hovden en Norvège, se consacre à la pêche aux morues qui migrent le long des côtes depuis 1 200 ans.
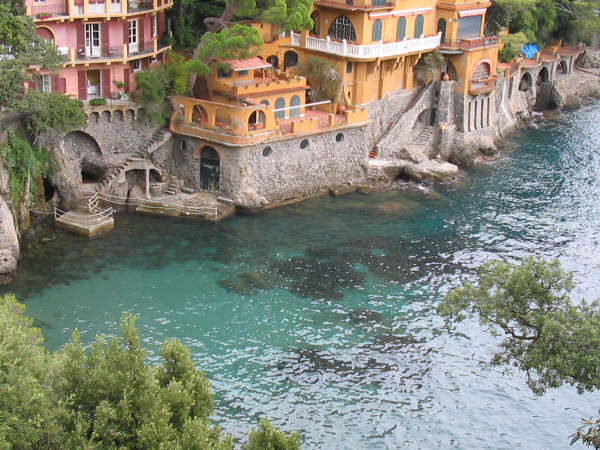
Portofino, fondé à l'époque de l'Empire romain, est un pittoresque village de pêcheurs de la côte nord-ouest de l'Italie.
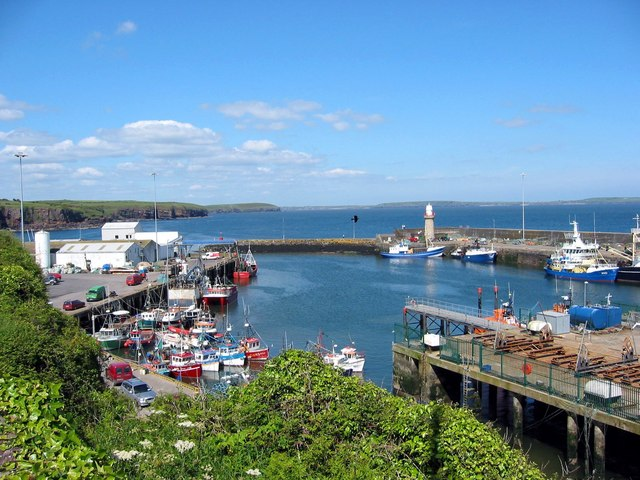
Dunmore East, dans le sud-est de l'Irlande, a été un port de pêche actif durant des centaines d'années.
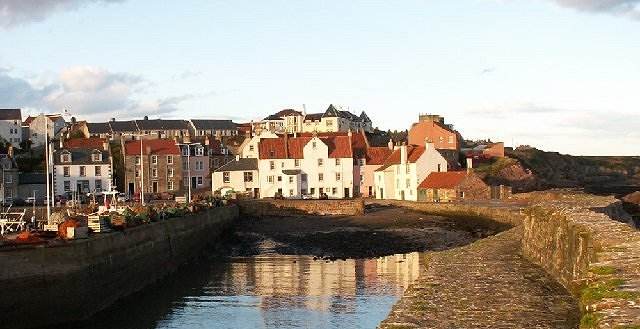
Pittenweem est un petit village isolé sur la côte est de l'Écosse, qui se consacre à la pêche au hareng depuis des temps immémoriaux.
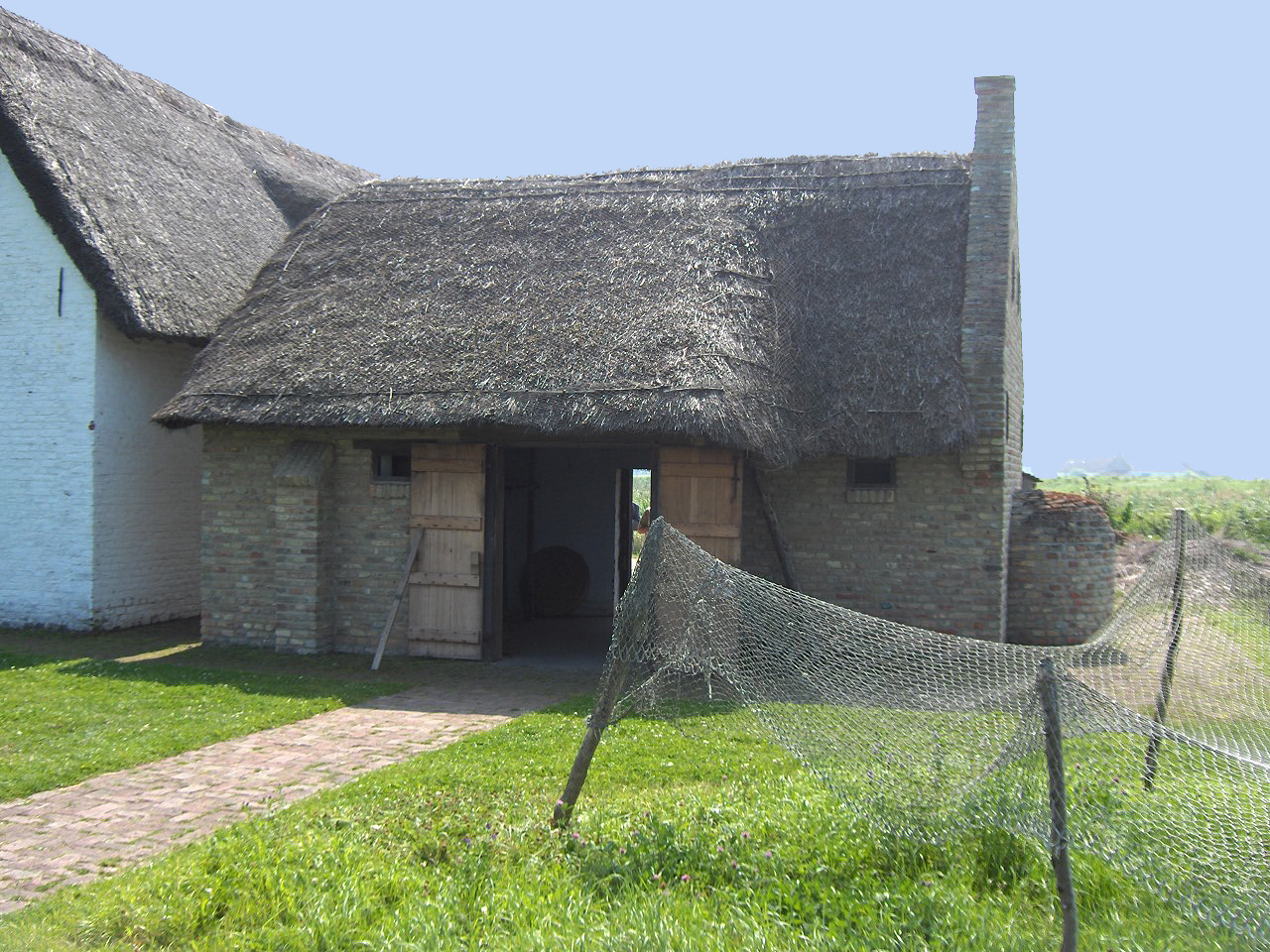
Reconstruction d'un fumoir à poissons dans le village médiéval de Walraversijde, vers 1465.